# Otostylis brachystalix
Otostylis brachystalix är en orkidéart som först beskrevs av Heinrich Gustav Reichenbach, och fick sitt nu gällande namn av Rudolf Schlechter. Otostylis brachystalix ingår i släktet Otostylis och familjen orkidéer. Inga underarter finns listade i Catalogue of Life.